# María Bellido
María Inés Juliana Bellido Vallejos (Porcuna, 28 de enero de 1755-7 de marzo de 1809) fue una heroína legendaria española de la guerra de la Independencia, concretamente en la batalla de Bailén.

Escudo de Bailén con las armas de la batalla y el cántaro roto.

## Biografía
Nació en la localidad jienense de Porcuna y se la asocia con María Inés Juliana Bellido Vallejos, apodada «la Culiancha»; casada con Luis Domingo Cobo Muela, vendedor de alfarería y natural de Bailén, con quién se trasladó a esta localidad.
La leyenda cuenta que, en plena batalla de Bailén, asistió a la soldadesca, junto al resto de mujeres de la localidad, como aguadora. La temperatura en esa jornada rondaba los 45 °C. En pleno ataque, ascendió cargada con una botija de agua hasta el puesto de mando, se la ofreció al general Reding, y en el momento en que elevaba la vasija, una bala rompió el cantarillo. La mujer no se inmutó, recogió el tiesto donde había quedado un poco de agua, y lo ofreció al general, que alabó su labor y ofreció premiarla.
Este hecho quedó fijado como símbolo de la resistencia popular de la villa de Bailén. Desde entonces, se fijó como símbolo de Bailén, campante en su escudo, un cántaro agujereado vertiendo agua.  